# الوزير الأول الجزائري
إنّ الوزير الأول هو أعلى منصب في حكومة الجزائر، وهو يعيّن من طرف رئيس الجزائر من الأغلبية البرلمانية ويقوم الوزير الأول أو رئيس الحكومة بتعيين الوزراء الآخرين ويرأسها رئيس الحكومة الجديد وتقديمها ل المجلس الشعبي الوطني الجزائري الذي يجب أن يصادق عليها وعلى البرنامج التشريعي للحكومة الجديدة. ويجب أن يعيد تكوين حكومة جديدة في حال عدم المصادقة عليها من المجلس الشعبي الوطني، ليس هناك حدود دستورية على مدّة رئيس الحكومة لكن الخدمة الأطول كانت لمحمد بن أحمد عبد الغني، التي دامت من 1979 إلى 1984.

## الوزير الأول ( رئيس الحكومة سابقا )
إن المتمعن للفترات الدستورية التي شهدها النظام السياسي الجزائري يصل إلى نتيجة مفادها أن المؤسسة التنفيذية هي أقوى مؤسسة سياسية في البلاد حيث احتلت المركز الموجه والمهيمن وكان لها دور مؤثر في عملية التحول نحو التعددية السياسية وأصبحت في ظل الإصلاحات السياسية مزدوجة التكوين (رئيس الجمهورية ورئيس الحكومة) و التساؤل الذي يطرح حول مركز رئيس الجمهورية ومكانته في النظام السياسي الجزائري وعلاقته بالحكم.
مؤسسة رئاسة الحكومة 
في النظام الدستوري الجزائري هي الطرف الثاني في المؤسسة التنفيذية وتتكون من رئيس الجمهورية ومن عدد من الوزراء يختارهم رئيس الحكومة ويقدمهم إلى رئيس الجمهورية حسبما تقتضيه الحاجة والمصلحة العامة يجتمعون في مجلس واحد متجانس ومتضامن يسمى مجلس الحكومة وبحضور رئيس الجمهورية يسمى مجلس الوزراء، وقد تطور مفهوم الحكومة في النظام الدستوري الجزائري حيث أنه وبالرجوع إلى التسميات التي اعتمدت نجد رئيس المجلس في حكومة أحمد بن بلة المستمد من دستور 1946 الفرنسي والذي نجد أصلها في الجمهورية الثالثة وفي قانون 03 ديسمبر 1934 و هي التسمية رغم تبنيها عمليا إثر موافقة المجلس الوطني التأسيسي على أول حكومة لرئاسة أحمد بن بلة هو الأمر الذي دفع بمؤسس دستور 1976 إلى إعادة النظر في هذه التسمية بالنظر إلى الانتقادات التي وجهت إليها واستعمال تسمية الوزير الأول التي يعود تاريخها إلى النظام البريطاني ثم تلقّفتها العديد من الدساتير ومنها الدستور الجزائري، كما أنه أصبح رئيس الجمهورية ملزما بتعيين وزير أول بعدما كان مخيّرا قبل ذلك، فهو لا يمارس أية سلطة تذكر سوى بمساعدة رئيس الجمهورية وتنسيق العمل الحكومي وتطبيق القرارات المتخذة، إلا أن دستور 1989 تبنّى لقب رئيس الحكومة الذي ورد في تعديل 03 نوفمبر 1988 حيث اعتبر اللقب أوسع وأشمل من لقب الوزير الأول لأنه لا ينفي التمايز بين الوزير الأول والوزراء من حيث الرتبة وإنما يعني أيضا أن رئيس الحكومة يختارهم ويوزع الصلاحيات بينهم ويترأس مجلس الحكومة ويضبط برنامج حكومته ويتحمل المسؤولية السياسية أمام البرلمان وباستقالته وإبعاده تتغير الحكومة وهذا النهج هو الذي حافظ عليه الدستور إلى غاية التعديل الدستوري 2008 حيث أعاد العمل بمنصب الوزير الأول وأُلغي منصب رئيس الحكومة وهي إشارة من المؤسس الدستوري إلى العودة إلى النظام الرئاسي.
- المادة 13 من الدستور الجزائري: تستبدل وظيفة (رئيس الحكومة) بوظيفة (الوزير الأوّل) في ا لمواد: 83 و 84 و 86 و 91 و 116 و 118 و 119 و 120 و 125 و 129 و 137 و 158 من الدستور .

## السلطة المختصة بتعيين الحكومة
يؤدي رئيس الجمهورية بالنظر إلى موقعه القيادي وإلى التقارير التي أرساها المؤسس الدستوري منذ الاستقلال دورا راجحا داخل النظام السياسي الجزائري لا تنافسه فيه أي سلطة أو مؤسسة دستورية أخرى، ويتبن ذلك من خلال تقفّي حركية النصر وحركية التطبيقات الجارية عليه فإن رئيس الجمهورية ينفرد بتعيين رئيس الحكومة حسب ما تنص عليه المادة 77 فقرة 5 من دستور 1996 «يعين رئيس الجمهورية رئيس الحكومة وينهي مهامه» إلا أنه إذا كان لرئيس الجمهورية حرية التعيين فإن ذلك لا يعني أنه يتمتع بحرية مطلقة من كل قيد باعتباره حامي الدستور وضامن استقرار المؤسسات، عليه عند توقيع التعيين البحث عن الشخص المناسب للمنصب ومراعاة بعض المقاييس التي تضمن استمرار بقاء من وقع عليه الاختيار.
الاعتبارات الموضوعية عند تعيين رئيس الحكومة في دستور 1996:
إن تبني التعددية السياسية والحزبية تتحكم في مسألة التعيين ومن ثم فإن سلطة رئيس الجمهورية مشروطة بالحياة السياسية التي تتقاسمها عدة تيارات سياسية وحزبية ففي حالة نظام الحزب المهيمن وكون الأغلبية البرلمانية والرئيس من حزب واحد، فإن رئيس الجمهورية يستطيع أن يختار من يشاء لرئاسة الحكومة وحتى أعضائها أنفسهم كون الأغلبية البرلمانية تجد في سياسته ما يحقق برنامجه الذي هو برنامج رئيس الجمهورية.
أما في حالة ما إذا كانت الأحزاب المعارضة في البرلمان لا تحتوي على أغلبية هنا معارضا أو ائتلافا حزبيا معارضا لرئيس الحكومة يعين رئيس الجمهورية ويكون مجبرا سياسيا وليس قانونيا على اختيار رئيس الحكومة من المعارضة لأجل الحفاظ على استمرار استقرار المؤسسات السياسية، إلا أن الدستور الجزائري قد منح في النهاية لرئيس الجمهورية صلاحية تعيين رئيس الحكومة دون قيد أو شرط قانوني وقد فرضت سلطة رئيس الجمهورية نفسها في هذا الصدد مدفوعة بقوة مصدره الانتخابي، فإذا كان الرئيس الفرنسي مثلا وفقا لأحكام دستور 1958 يتقيد بمبدأ الأغلبية البرلمانية عند تعيين الوزير الأول فإن الرئيس الجزائري الأحرج عليه في ذلك ولعل مرد ذلك أن النظام الانتخابي الجزائري يأخذ بأسلوب نسبي.

## طريقة تشكيل الحكومة
إن تركيبة الجهاز الحكومي تعرف تزاوجا وتداخلا بحيث لا يتوقف تشكيلها على جزء من السلطة التنفيذية المقصود بها إدارة رئيس الدولة دون رئيس الحكومة في اختيار الأعضاء وتوزيع الحقائب عليها بل بتضافر جهودها معها الأول بالتعيين والثاني بإجراء مزدوج ينطوي على إنجاز المشاورات والقيام بالاقتراح حفاظا على الانسجام والاستمرارية وبعد التعرف على الجانب الشخصي المنصب على رئيس الحكومة تتجه نحو الحكومة باعتبارها هيئة حماية غير منفصلة عن رئيسها من حيث طرق تركيبها والقواعد العامة التي تحتكم إليها فإذا كان رئيس الدولة يعين رئيس الحكومة فإن هذا الأخير من جهته يقوم باختيار أعضاء فريق حكومي وتوزيع المهام بينهم .

## إجراءات تـأليف الجهاز الحكومي
إن رئيس الحكومة أو الوزير الأول حسب التعديل الدستوري الجديد بعد تعيينه يبدأ في إجراءات ومشاورات مع مختلف التشكيلات السياسية من أجل تشكيل حكومته وأهمها الأحزاب السياسية ذات النفوذ في البرلمان، فالبرلمان التعددي يكون مشكلا من كتل برلمانية حزبية تمتلك سلطة الموافقة على برنامج الحكومة فيما كان معمول به في دستور 1996 و الوزير الأول في التعديل الأخير يقدم مخطط عمل الحكومة ونشاطها بعد المناقشة لهذا يحرم رئيس الحكومة أو الوزير الأول من اختيار أعضاء حكومته حتى يكون هنالك تنويع في التمثيل الحزبي فيها، للحفاظ على استقرارها وديمومتها وضمان مرور برنامجها أو مخطط عملها، فرئيس الجمهورية يعين الوزير الأول في إطار التعددية الحزبية والقيم الديمقراطية عرفيا لا دستوريا من الحزب الفائز بالأغلبية.
إن لرئيس الجمهورية سلطة تقديرية واسعة في تعيين الوزراء إلا أنه للتفسير والتوضيح أكثر نكون بصدد الحالات التالية:
الحالة الأولى:
نفترض اقتران بين أغلبيتين (رئاسية، برلمانية) فبالتأكيد رئيس الجمهورية سيتمتع بحرية في انتقاء الوزراء، فتشكيلة الحكومة سيتم اختيارها بما فيها الوزير الأول وفق رغبة رئيس الجمهورية دون الآخر بالاعتبار لمسألة الحزب الفائز بالأغلبية.
الحالة الثانية:
نفترض أنه لم يحصل اقتران بين الأغلبيتين فالراجح في أغلبية الأنظمة البرلمانية أن رئيس الحكومة أو الوزير الأول والطاقم الوزاري يعين من الفاعلية البرلمانية وبالتالي تكبح من الرئاسية في هذا الصدد وبالنتيجة تولى السلطة حسب مقتضيات الأغلبية المطلقة وبالتالي يتطلب الائتلاف بين حزبين أو أكثر وبالطبع يكون رئيس الجمهورية في وضع مريح من حيث اختيار الوزير الأول والوزراء خصوصا إذا كان حزبه داخل التكتل السياسي القائم على الائتلاف ويمكن أن يكون حزب الرئيس خارج الائتلاف ومع ذلك لرئيس الجمهورية أن يعين كما يرى الوزير الأول وأعضاء الحكومة لأن الدستور الجزائري لا يحدد بنص صريح أن يختار الطاقم الحكومي من الأغلبية البرلمانية.
وهكذا بالنتيجة يصدر المرسوم الرئاسي المتضمن تشكيل الحكومة إلا أنه وإذا كنا قد أشرنا إلى أن رئيس الحكومة يختار أعضاء الحكومة أو الوزير الأول ويقدمهم لرئيس الجمهورية لأجل تعيينهم نتسائل هل يمكن لرئيس الجمهورية أن يعترض على أحد الوزراء أو مجموعة من الوزراء؟
وقد جاء التعديل الدستوري الأخير ليزيل الغموض حول هذه المسألة وهذا حسب المادة 79 المعدلة والتي أصبح فيها تعيين الوزراء يتم من قبل رئيس الجمهورية بعد استشارة الوزير الأول وبالنتيجة فإن التعديل الدستوري اسقط للوزير الأول حق الاختيار والاقتراح الذي كان يتمتع به رئيس الحكومة قبل التعديل وأصبح دوره مجرد دور استشاري.
وإذا كان من المعروف كقاعدة عرفية كذلك في الدستور الجزائري إن لرئيس الجمهورية حق اختيار وتعيين الوزراء أصحاب الحقائب السيادية دون العودة إلى الوزير الأول والأمر هنا لا يقوم بصدده الإشكال إلا أن الإشكال يثور في طريقة توزيع الحقائب الوزارية بين التشكيلات السياسية الراغبة في الانضمام إلى التشكيلة الوزارية خاصة إذا كنا أمام ائتلاف حكومي بين مجموعة من الأخزاب السياسية.

## التدرج بين الوزراء
التدرج آلية تمكن الوزير الأول من ضمان هيمنته على الجهاز التنفيذي أولوية تجد تبريرها في طبيعة الصلاحيات الممنوحة سواءا لإخلاصهم لشخص رئيس الجمهورية أو رئيس الحكمة أو الدعم السياسي الذي يقدمونه.

## نائب الوزير الأول
أضاف التعديل الدستوري الجديد الذي صادق عليه نواب الشعب وأعضاء مجلس الأمة في البرلمان المجتمع منصب نائب الوزير الأول وذلك في أحكام الفقرة 07 من المادة 77 من الدستور الجزائري، إذ يمكن لرئيس الجمهورية أن يعين نائبا أو عدة نواب للوزير الأول لغرض مساعدته في ممارسة وظائفه وينهي مهامه أو مهامهم، وهذه الفقرة جديدة إذ لم تكن معروفة في النسخة الأصلية منذ دستور 1996 و أدرجت بموجب التعديل الدستوري الأخير، وهكذا فإن الوزير الأول يقسم صلاحياته مع نوابه في حالة ما عيّنهم رئيس الجمهورية ضمن التركيبة الحكومية.

## وزير الدولة
إلى جانب الوزير الأول والوزراء قد يتم استحداث منصب تابع للجهاز التنفيذي يساعد الحكومة في أداء مهامها ووظائفها والمتمثل في منصب وزير الدولة فدستور 1996 و التعيدل الدستوري 2008 لم ينص على هذا المنصب واكتفى بذكر أعضاء الحكومة وحسب الفقه الدستوري فإن هذا المنصب مرتبط بالشخص المعين أكثر من المهمة المسندة إليه وعادة ما يكون هذا الشخص من الموظفين الكبار السابقين ولكن نظرا لسمعته وتجربته في الميدان السياسي يمنح له مثل هذا المنصب ويقوم رئيس الجمهورية بتعيينه خاصة في الأمور التابعة لرئاسة الجمهورية هذا فضلا على أنه لا يوجد أي نص يحدد مهام وزير الدولة، وهذا الأمر متروك لرئيس الجمهورية ليحدد مهامه وعليه فإن مرتبة وزير الدولة الدولة ترقّى إلى مرتبة الوزير العادي وإن كان دور الوزير العادي أكثر فاعلية من منصب وزير الدولة مع مع التأكيد على منصب الوزير الأول يرقى على منصب وزير الدولة.

## الوزراء
يعين رئيس الجمهورية الوزراء وذلك بعد استشارة الوزير الأول (أعضاء الحكومة) و هكذا فإن تعيين الوزراء واختيارهم أصبح أمراً محجوزا لرئيس الجمهورية دون غيره بعد أن تحوّل دور الوزير الأول إلى دور استشاري فقط بعدما كان يملك كرئيس حكومة قبل التعديل سلطة الاقتراح لرئيس الجمهورية ويختص الوزراء كل بحسب القطاع الذي عُيّن من أجل تسييره.

## كتاب الدولة
إن الدستور الجزائري لم ينص على منصب كاتب الدولة الا أن تعيين كتّاب الدولة أمر معمول بهذا غالبا ما يتم الإعلان عن عدد من كتابات الدولة إلى جانب الوزارات الموجودة على مستوى الحكومة ودورهم يتمثل في مساعدة الوزراء على أداء مهامهم وهم يعينون من قبل رئيس الجمهورية بناءا على اقتراح من رئيس الحكومة أو الوزير، كما أن كتاب الدولة لا يحق لهم اقتراح القوانين أو مناقشتها وعلى الرغم من ذلك يبقى الوزير دائما صاحب الكلمة الأخيرة في اتخاذ القرار .

## الوزراء المنتدبين
يجوز لرئيس الجمهورية ونظرا لتشعب مهامه أن يقوم بتفويض أي شخص للقيام ببعض المهام وذلك لإحداث منصب الوزير المفوض أو الوزير المنتدب وعادة ما يكون هذا الوزير معينا من أجل المهام الخارجية وعلى الوزير المنتدب أن يتصرف في إطار التفويض الممنوح له دون أن يتعداه، وهو مسؤول أمام رئيس الجمهورية.

## إنهاء عمل الحكومة
الحالة الإدارية حيث كفل للوزير الأول حقه في الاستقالة، الوزير الأول أو رئيس الحكومة قبل التعديل يمكنه أن يقدم استقالته إلى رئيس الجمهورية أي الجهة التي تملك سلطة التعيين والاستقالة الإدارية وفق هذا المفهوم تكون غالبا إذا ما وجد رئيس الحكومة أو الوزير الأول أن سياسته لم يعد متجاوبا معها أو لم تسير مع أو وفق البرنامج أو مخطط العمل الذي وضعه.
كما يملك رئيس الجمهورية إقالة رئيس الحكومة في أي وقت وهذا الحق أيضا منحه الدستور لرئيس الجمهورية وفق سلطته التقديرية وهو ما أشار إليه الدستور في أحكام المادة 77 الفقرة (يعين الوزير الأول والوزراء وينهي مهامهم).

## تعريف الاستقالة الوجوبية
و هي التي تكون نتيجة إما بالتصويت على ملتمس الرقابة ضد الحكومة في المجلس الشعبي الوطني، وإما إذا رئيس الجمهورية أو الوزير الأول يرغب في الترشح لرئاسة الجمهورية وذلك في حالة حصول مانع لرئيس الجمهورية أو في الحالة العكسية وهذا ما أشارت إليه أحكام المادة 90 من الدستور والتي تقول أنه لا يمكن أن تُقال أو تعدل الحكومة القائمة بحصول مانع لرئيس الجمهورية أو وفاته أو استقالته حتى يشرع رئيس الجمهورية الجديد في ممارسة مهامه.
أما الوزير الأول فيستقيل وجوبا إذا ترشح لرئاسة الجمهورية ويمارس وظيفة الوزير الأول حينئذ أحد أعضاء الحكومة الذي يعينه رئيس الدولة.

## صلاحيات رئيس الحكومة الدستورية وفق دستور 1996
تنص المادة 85 من دستور 1996: زيادة عن السلطات التي تخولها إياه صراحة أحكام أخرى يمارس رئيس الحكومة الصلاحيات التالية:
- يوزع الصلاحيات بين أعضاء الحكومة مع احترام أحكام الدستور.
- يرأس مجلس الحكومة.
- يسهر على تنفيذ القوانين والتنظيمات.
- يوقّع المراسيم التنفيذية .
- يعين في وظائف الدولة دون المساس بأحكام المادتين 77 و 78.
- يسهر على حسن سير الإدارة العمومية.

## صلاحيات الوزير الأول وفق التعديل الدستوري لسنة 2008
المادة 85 من دستور 1996: زيادة عن السلطات التي تخولها إياه صراحة أحكام أخرى يمارس رئيس الحكومة الصلاحيات التالية:
- يوزع الصلاحيات بين أعضاء الحكومة مع احترام أحكام الدستور.
- يسهر على تنفيذ القوانين والتنظيمات.
- يوقع المراسيم التنفيذية بعد موافقة رئيس الجمهورية على ذلك.
- يعين في وظائف الدولة بعد موافقة رئيس الجمهورية دون المساس بأحكام المادتين 77 و 78.
- يسهر على حسن سير الإدارة العمومية.

يملك رئيس الحكومة أو الوزير الأول عدد من الصلاحيات الدستورية تفسر مكانته داخل السلطة التنفيذية وعلاقته مع باقي المؤسسات الدستورية، وبالتالي فقد أُنيطت به سلطات متعددة بعضها مرتبط بالوظيفة التنفيذية وبعضها ذو طبيعة إدارية باعتباره مشرفا على العمل الإداري، كما يملك سلطات تشريعية واضحة المضامين والأهمية مثل المبادرة بمشاريع القوانين والمشاركة في تحديد جلسات البرلمان.

## التحديد الدستوري للصلاحيات التي ينفرد بها الوزير الأول
إن مهام الوزير الأول تتمثل في تنفيذ وتنسيق برنامج رئيس الجمهورية وهذا ما أشارت إليه المادة 73 من الدستور (ينفذ الوزير الأول برنامج رئيس الجمهورية وينسق من أجل ذلك عمل الحكومة) و تتمثل عملية التنفيذ بالنسبة للوزير الأول في القيادة والإشراف والمراقبة والتوجيه للقائمين بهذه العملية من الوزراء، كما يملك صلاحية اتخاذ القرارات بهذا الشأن، أما التنسيق فيتمثل في تحقيق الانسجام بين القطاعات الوزارية.

## توزيع الصلاحيات بين أعضاء الحكومة
يتولى الوزير الأول توزيع الحقائب الوزارية على كل وزير ويحدد صلاحياته، وفي هذا الإطار فإنه وبعد تعيين كل وزير تحدد له الصلاحية التي يجب عليه احترامها وعدم الاعتداء على صلاحيات الوزارات الأخرى.

## رئاسة اجتماعات الحكومة
بعدما ألغى التعديل الدستوري لسنة 2008 مجلس الحكومة وذلك في إطار التأكيد على مبدأ وحدوية السلطة التنفيذية، جاءت المادة 77 في فقرتها السادسة لتخوّل للوزير الأول رئاسة اجتماعات الحكومة بناءا على تفويض من رئيس الجمهورية المادة 77 الفقرة 06 (يمكن لرئيس الجمهورية أن يفوض جزءاً من صلاحياته للوزير الأول لرئاسة اجتماعات الحكومة).

## سلطة الوزير الأول في مجالي التنظيم والتنفيذ
من أهم مهام الوزير الأول السهر على تنفيذ القوانين والتنظيمات من أجل المحافظة على النظام العام في البلاد، غير أن تعديل تنفيذ القوانين قد يعمل عدة تأويلات وفي هذا الصدد يقول جورج فيدال: «إن مضمون تنفيذ القوانين قد يعني أولا نشر القوانين والتذكير بأحكامها استعمال الإكراه والقوة لضمان تنفيذها، اتخاذ الإجراءات المناسبة التي تدخل في اختصاصات الحكومة القيام بالتنفيذ مع الحفاظ على النظام العام» و يرى عبد القادر بولمان أن تنفيذ القوانين هي وظيفة إدارية تعني أولا: قيام رئيس الحكومة بتنفيذ القوانين التي يصادق عليها البرلمان وثانيا قيام رئيس الحكومة (الوزير الأول) بتنفيذ التنظيمات وثالثا اتخاذ القرارات الادارية اللازمة لتنفيذ هذه الأعمال.
بينما يرى بوكرع إدريس وأحمد وافي أن تنفيذ القوانين والتنظيمات يمتد لكل القوانين الموضوعة من طرف البرلمان والمراسيم الموضوعة من رئيس الجمهورية، فالوزير الأول يعود له اختصاص المجال التنفيذي المشتق بالعودة إلى أحكام المادة 125.

## توقيع المراسيم التنفيذية بعد موافقة رئيس الجمهورية
بعدما كان دستور 1996 يمنح للوزير الأول حق إصدار المراسيم التنفيذية بصفة مستقلة دون العودة لرئيس الجمهورية. جاء التعديل الدستوري 2008 ليلغي هذه الاستقلالية ويربط توقيع المراسيم التنفيذية بمدى موافقة رئيس الجمهورية عليها وهو ما يدخل ضمن تكريس وحدوية السلطة التنفيذية لا ثنائيتها والمراسيم التنفيذية هي نتيجة لتكليف الوزير الأول بالسهر على تنفيذ القوانين والتنظيمات ذلك لأن بعض النصوص والتشريعات لا يتم تنفيذها بمجرد الإصدار والنشر بل تتطلب صدور مراسيم توضيحية تفسيرية للنص أو جزء منه، فهنالك بعض النصوص التي تحوي قواعد عامة يترك أمر تحديد كيفية تنفيذها للسلطة التنفيذية عن طريق الوزير الأول بالمراسيم التنفيذية.

## صلاحية التعيين
يتمتع الوزير الأول في إطار ممارسة اختصاصاته المقررة دستوريا بحق تعيين طائفة من موظفي الدولة المصنفين ضمن فئة الوظائف العليا غير أن الدستور وضع قيدا على ممارسة هذا الاختصاص يتمثل في اشتراط موافقة رئيس الجمهورية وعدم المساس باختصاصات رئيس الجمهورية في التعيين وفق أحكام المادتين 77 و 78 من الدستور أي تنازع جاء المرسوم الرئاسي 99 رقم 99-239 المتضمن إلغاء المرسوم الرئاسي 89-44 و المرسوم التنفيذي 91-307 و عوض بالمرسو م الرئاسي 99-240 الذي يتعلق بالوظائف المدنية والعسكرية المخول لرئيس الجمهورية التعيين فيها.

## يسهر على حسن سير الإدارة العامة
إذا كان الوزير الأول يسهر على السلطة التنفيذية فإن له مسؤوليات خاصة في الميدان الإداري بالإشراف على الجهاز الإداري وضمان النظام في تسيير المرافق العامة ومن ذلك فإن مساعي الوزير الأول لا تبلغ أهدافها إلا إذا تمتع بالوسائل الكيفية والمتمثلة في إدارة قوية مهما كانت طبيعتها على قدر كبير من التنظيم ذات إمكانيات وقادرة على اتخاذ إجراءات سريعة وفعالة، فمن المعلوم أن الإدارة مصدر المعلومات وأصبحت من أهم الوسائل المتكأ عليها لتحقيق البرامج الحكومية في كافة المجلات والتحكم فيها يعني المسك بالسلطة التنفيذية التي تسهل عملية اتخاذ القرارات السياسية والإدارية.

## الوظيفة الاستشارية للوزير الأول
للوزير الأول مهام استشارية وذلك بتقديم استشارة حول مسائل معينة كإعلان حالة الطوارئ والحصار وكذا الحالة الاستثنائية أو إعلان الحرب وكذلك أثناء حل المجلس الشعبي الوطني أو تنظيم انتخابات أو تنظيم انتخابات تشريعية قبل موعدها.

## قائمة رؤساء وزراء الجزائر ( 1962 - حتى الآن )
| الترتيب | الصورة | اسم الرئيس             | بداية الرئاسة  | نهاية الرئاسة  | حزب إنتماء                  | ملاحظة |
| ------- | ------ | ---------------------- | -------------- | -------------- | --------------------------- | --- |
| 1.      |        | أحمد بن بلة            | 27 سبتمبر 1962 | 19 يونيو 1965  | جبهة التحرير الوطني         | (السن عند تولي المنصب: 46 سنةً) |
| 2.      |        | هواري بومدين           | 10 يوليو 1965  | 27 ديسمبر 1978 | جبهة التحرير الوطني         | (السن عند تولي المنصب: 33 سنةً) |
| 3.      |        | محمد بن أحمد عبد الغني | 1979           | 1984           | جبهة التحرير الوطني         | (السن عند تولي المنصب: 52 سنةً) |
| 4.      |        | عبد الحميد براهيمي     | 1984           | 1988           | جبهة التحرير الوطني         | (السن عند تولي المنصب: 48 سنةً) |
| 5.      |        | قاصدي مرباح            | 1988           | 1989           | جبهة التحرير الوطني         | (السن عند تولي المنصب: 50 سنةً) |
| 6.      |        | مولود حمروش            | 1989           | 1991           | جبهة التحرير الوطني         | (السن عند تولي المنصب: 46 سنةً) |
| 7.      |        | سيد أحمد غزالي         | 1991           | 1992           | جبهة التحرير الوطني         | (السن عند تولي المنصب: 54 سنةً) |
| 8.      |        | بلعيد عبد السلام       | 1992           | 1993           | جبهة التحرير الوطني         | (السن عند تولي المنصب: 64 سنةً) |
| 9.      |        | رضا مالك               | 1993           | 1994           | التحالف الجمهوري الديمقراطي | (السن عند تولي المنصب: 62 سنةً) |
| 10.     |        | مقداد سيفي             | 1994           | 1995           |                             | (السن عند تولي المنصب: 54 سنةً) |
| 11.     |        | أحمد أويحي             | 1995           | 1998           | التجمع الوطني الديمقراطي    | (السن عند تولي المنصب: 43 سنةً) |
| 12.     |        | إسماعيل حمداني         | 1998           | 1999           |                             | (السن عند تولي المنصب: 68 سنةً) |
| 13.     |        | أحمد بن بيتور          | 1999           | 2000           |                             | (السن عند تولي المنصب: 53 سنةً) |
| 14.     |        | علي بن فليس            | 2000           | 2003           | جبهة التحرير الوطني         | (السن عند تولي المنصب: 56 سنةً) |
| 15.     |        | أحمد أويحي             | 2003           | 2006           | التجمع الوطني الديمقراطي    | (السن عند تولي المنصب: 51 سنةً) |
| 16.     |        | عبد العزيز بلخادم      | 2006           | 2008           | جبهة التحرير الوطني         | (السن عند تولي المنصب: 61 سنةً) |
| 17.     |        | أحمد أويحي             | 2008           | 2012           | التجمع الوطني الديمقراطي    | (السن عند تولي المنصب: 56 سنةً) |
| 18.     |        | عبد المالك سلال        | 2012           | 2017           |                             | (السن عند تولي المنصب: 64 سنةً) |
| 19.     |        | عبد المجيد تبون        | 24 ماي 2017    | 15 أوت 2017    |                             | (السن عند تولي المنصب: 72 سنةً) |
| 20.     |        | أحمد أويحي             | 15 أغسطس 2017  | 11 مارس 2019   | التجمع الوطني الديمقراطي    | (السن عند تولي المنصب: 65 سنةً) اسندت له رئاسة الحكومة أربع مرات شكل خلالها عشرة حكومات (أويحيى 1، أويحيى 2، أويحيى 3، أويحيى 4، أويحيى 5، أويحيى 6، أويحيى 7، أويحيى 8، أويحيى 9، أويحيى 10) اشتغل في هذا المنصب بمجموع 11 سنة و 8 شهور ويومين |
| 21.     |        | نور الدين بدوي         | 11 مارس 2019   | 19 ديسمبر 2019 | مستقل                       | (السن عند تولي المنصب: 60 سنةً) |
| 22.     |        | عبد العزيز جراد        | 28 ديسمبر 2019 | 30 يونيو 2021  | مستقل                       | (السن عند تولي المنصب: 65 سنةً) |
| 23.     |        | أيمن بن عبد الرحمان    | 30 يونيو 2021  | 11 نوفمبر 2023 | مستقل                       | (السن عند تولي المنصب: 55 سنةً) |
| 24.     |        | نذير العرباوي          | 11 نوفمبر 2023 | حاليا          | مستقل                       | (السن عند تولي المنصب: 74 سنةً) |

## وصلات خارجية
- موقع الوزارة الأولى